# 復興航空222號班機空難
復興航空222號班機是一趟由臺灣高雄國際機場飛往澎湖馬公機場（今澎湖機場）的國內線定期航班，2014年7月23日晚間7點（UTC+8），一架執飛該航班的ATR 72-500客機（註冊編號：B-22810）疑似因颱風麥德姆風雨過大造成飛機降落不順利，且重飛失敗，最終於澎湖縣湖西鄉西溪村墜落後起火燃燒，造成機上48人罹難，10人重傷。
這宗空難事故波及11棟民宅，造成5傷，據倖存者供稱，當時仍有很多傷者存活，但未能在飛機爆炸前離開而死亡。此次空難亦為台灣歷來死亡人數第7多，及自2002年中華航空611號班機空難後傷亡最慘重的空難。此空難也是導致復興航空解散的主要成因之一。

## 航機
該班機為往來台灣與澎湖之間的固定航班，機型為ATR 72-500，註冊編號為B-22810，生產線序號為642。該機於2000年6月14日首飛，至事發當時機齡為14年，配置了兩具普惠PW127F發動機。
該機之前亦發生過兩次發動機火警的飛行安全事件，分別是2002年9月5日和2012年5月2日，機師關閉故障的發動機並執行滅火程序後返航，機上人員均無傷亡。

## 機上人員
該失事班機內共有58人，機組員4人、旅客54人含4名兒童，旅客有中華民國籍52人，法國籍2人。機組員分別為，機長李義良，60歲，臺南市人，中華民國陸軍飛行員退伍，民航資歷20年，飛行時數22,994小時。副機長江冠興，39歲，新北市人，飛行時數2,392小時。其餘兩員為空服員郭晉瑋與吳姿瑩。機組員已全數殉職，其中吳姿瑩的遺體在螺旋槳旁的土堆裡尋獲，被發現時上面還被壓了七個椅子，全身只露出半張臉，身上仍繫著安全帶，坐在自己的椅子上。
旅客多為親友同行，12個家庭，包含兩名法籍旅客，該2人皆為法國里爾天主教大學醫學院四年級女學生，在臺大醫院短期臨床實習，兩人已證實罹難。中華民國籍罹難旅客名單裏，包括了大木作匠師葉根壯與返回駐地防災的澎湖憲兵隊隊長蔡民華中校。
| 國籍            | 旅客人數 | 機組人員人數 | 合計 | 死亡 |
| --------------- | -------- | ------------ | ---- | ---- |
| 中華民國        | 52       | 4            | 56   | 46   |
| 法國            | 2        | -            | 2    | 2    |
| 總計（2個國家） | 54       | 4            | 58   | 48   |

## 經過、結果
復興航空GE222班機，原訂於2014年7月23日下午16時正由位于高雄小港區的高雄國際機場起飛，預計16時30分抵達澎湖馬公機場。但因颱風麥德姆影響天氣的關係，延至17時43分起飛，高雄天氣為小雨。
18點11分16秒班機抵達馬公機場外圍申請待命航線。
18時29分50秒，飛航組員第一次申請降落有儀器着陸系統（ILS，俗稱盲降系統）導引的02跑道（由南向北），但中華民國空軍以能見度有達到標準及西南風風速過大拒絕了GE222跑道使用要求。
18時42分47秒，飛航組員二度申請改降02跑道。
18時43分09秒，一架立榮航空ATR72-600型客機安全降落於20跑道（由北向南，無儀器著陸系統但有VOR進場程序）。
18時45分，因天氣標準符合20跑道降落，且02跑道使用申請等待過久近40分鐘，GE222飛航組員決定由20跑道降落。
18時55分10秒，塔台頒發許可由20跑道降落。
19時00分許，飛行資料記錄器（Flight Data Recorder，簡稱FDR，為兩具飛航記錄器之一）顯示GE222攔截到VOR導航臺並開始降低高度準備降落。此時機場儀器監測到天候狀況出現劇烈變化，能見度從2,000公尺驟降為600公尺，週邊疑似有亂流及垂直風切。且出現第二波雷雨。
19時00分30秒，FDR顯示GE222已經在進場航道。
19時03分39秒，航機獲得落地許可；地面風向為250°，風速為19海里（35；22英里）。
19時05分44秒，飛航組員解除自動駕駛裝置。高度219英尺（67）。
19時05分58秒，航機到達，高度176英尺（54）。
19時05分58秒，CVR錄得正駕駛問「看到跑道了嗎？」
19時05分59秒，飛航組員解除橫向阻尼器（功能為自動保持飛機轉彎平衡維持在垂直軸線上），飛機航向由207°轉至188°，開始有向左之坡度，航機姿態增加最大俯角並向左偏離進場航道（及跑道），且高度持續降低中。
19時06分03秒，此時航機高度為162英尺（49），航向197°，左坡度約19°
19時06分07秒，CVR錄得副駕駛回答「沒有」，1秒後正駕駛覆誦「沒有」，再1秒後副駕駛再重複「教官沒有」。
19時06分11秒，CVR錄得兩名正副機師向塔台要求呼叫「go around重飛」，塔台回應。機師有加大油門動作，高度72英尺（22）。
19時06分16秒，副駕駛再向塔台連續呼叫「go around go around」。
19時06分13秒，CVR記錄到不明聲響，疑似已撞上樹林。
19時06分16秒，飛航組員再次向塔台呼叫重飛，但最後塔台雷達掌握到的飛機高度僅300英尺（91），2秒後CVR記錄到第二次不明聲響，再經過3秒後兩具黑盒子停止記錄。
機長與塔台失去聯繫後，航管人員立即通報協尋，最後發現飛機墜毀於機場東面的湖西鄉西溪村。據目擊者指出，墜機之後機身著火又接連爆炸，使得傷者逃生不及，一瞬葬身火海。
西溪村村民在墜機第一時間誤以為是民宅失火而報警，最先趕到的警員與消防隊員發現是墜機事件，並確認是先前通報失蹤的航機，立即按程序回報並緊急動員調派大量軍、警、消防人員及器材支援救難。最先救出的共有11名乘客，其中一人救出時已無心跳，到院前不治，其他乘客則困在機體殘骸中，造成救援困難，總計有48人罹難。

## 事故原因
2014年7月24日，交通部民用航空局初步判定是飛機重飛時，因為天氣驟變為特大豪雨中的垂直風切，導致飛機因升力不足失速而墜毀。飛航安全調查委員會於7月25日發現西溪村北方200公尺的樹林內，發現樹倒及燒焦痕跡，但目前尚未進一步判斷是否就是第一撞擊點。
8月1日，飛安會公布復興航空空難黑盒子紀錄內容。證實班機準備降落前，解除自動駕駛時就已偏離航道，但無法定論為天氣、人為或是機械因素，需作進一步調查，預定2015年底公布完整調查報告。
2016年1月29日，飛安會公布事故調查報告，報告中指出，該次事故係歸因於可控飛行撞地（CFIT），亦即航空器於適航情況下，因飛航組員缺乏近地警覺之操控，非蓄意撞擊地障。飛航組員未遵守標準作業程序，於未獲得辨識跑道環境所需之目視參考下持續進場並且偏離正常航道，並將航機下降低於最低下降高度（MDA）導致航機動力及姿態無法維持而釀成事故發生。

飛航安全調查委員會於記者會中說明的事故原因如下：

1. 機長在降落時沒有遵照標準程序，讓飛機保持最低重飛高度330英尺（約100.5公尺）。這個數值是根據該機場跑道附近的障礙物如民房、樹木等計算而出的安全高度。如果在高度330英尺時可以看到跑道，就可以降落；反之，如果看不見跑道，就必須重飛。當機長命令副機師設定飛機高度在200英尺（約61公尺）時，與標準落差之大，副機師卻沒有提出任何質疑。
2. 又因澎湖馬公機場為軍民共用機場，氣象觀測軍人觀測天氣後聯絡塔台，塔台再將資訊告知機師，極度費時。軍人觀測到的能見度是1,600公尺，已經是最低降落限度。然而經過軍人告知塔台，塔台再回報給機師的時候，能見度已下降至不足500公尺，但機師們得到的資訊卻是1,600公尺。
兩位機師在看不見跑道的情況下應該立即馬上重飛，可是卻反而花費了珍貴的13秒鐘搜尋根本看不見的跑道而毫無任何舉動，導致飛機越飛越偏離跑道，且越飛越低。雖然後來決定重飛，可惜高度僅僅只有72英尺（約21公尺），故重飛失敗，且致撞上樹林及墜落民宅。
當時機長有意識要重飛拉高航機時已經晚了，飛機首先擦撞防風林造成引擎進氣孔堵塞受損導致航機動力頓失，之後其中一輪起落架撞擊一棟民宅，再撞斷機翼，最終墜毀於某處小空地。
3. 兩位機師嚴重休息不足。從失事飛機發現的黑盒子取得的駕駛艙錄音（CVR）可以發現，機長在機艙中頻頻打呵欠和咳嗽，且清楚的說：「啊啊 我好累啊」。調查員調閱了兩位機師的飛行報告，發現他們平均一天需飛6趟航班，機長在出事前的29小時內更飛了9趟航班。疲勞駕駛會導致機師反應力不足，判斷力失常。
4. 復興航空對於機師的管理鬆散。調查員實際搭乘復興的航班跟飛觀察，也在模擬駕駛艙中親自觀測飛行中2位合作機師的表現。令人驚訝的發現是沒有一組機師是完全按照標準規定程序飛行，每個人多少都有用自己的方法在飛，而且看似已經習以為常、司空見慣了。也難怪即使失事班機的機長十分資深，卻仍無視最低飛行限度330英尺的規定。

## GE222的疑問
在該事件過後飛行紀錄器及座艙通話紀錄調查員在當中有些疑問將整理如下：
1. 正副機師有沒有遵守「標準作業流程」？有沒有做「雙重確認」？如果有那麼是否可以及時找出降落高度位置是不正確的？
2. 機艙內的互動交談是否流暢？若流暢則為什麼正機師沒有遵照「標準作業流程」，而副機師未及時制止和確認甚至是默允？
3. 在通話紀錄內曾紀錄正機師「真的很疲憊」等類似語句，而飛安會調查員在調查機師的班表時發現，正機師在過去29小時內執飛9趟航班任務，而副機師也有類似超時情形，為何航空公司在機師疲憊狀態下仍給予出班任務？公司所給予的飛行組員在飛行間隔中是否有給予飛行組員充分的休息？而是否因此超時疲憊又因天候不佳，在身心狀況面臨滿載情形下導致航機將地障誤認成跑道而釀成悲劇？
4. 空軍的氣象觀測站及塔台和航機三方溝通是否流暢？而空軍氣象觀測站若能有效及時性的提供管制席相關即時資訊，而塔台管制席也能即時觀測天後在航機最後進場前突然變惡劣；若能及時通報制止航機放棄進場，是否則可以阻止後續悲劇結果產生？
5. 為什麼正機師請求馬公管制席給予02跑道端降落（由南往北降落，該跑道端時設有ILS儀降系統）但是軍方及馬公管制席卻未許可（仍要求由北往南降落20跑道，時未設ILS）原因為何？為何連高雄管制席請求馬公管制席仍未果？航班駕駛及管制席是否過於浪費時間在於降落位置方向的爭執？如果當時允准是否可以減輕航班駕駛壓力？此事件爭執與意外發生是否有絕對因果關係？

## 責任歸屬及追究
GE222事件發生之後，臺灣澎湖地方法院檢察署檢察官認為當日的值班塔台管制席人員李佳峯，以及空軍駐馬公基地高勤官荊元武應擔負該事件的相當責任追究，也就是在此惡劣天候狀態之下機場跑道降落方向以及及時天氣狀態的通報上的猶豫及周旋可能釀成此事件發生的原因之一。故澎湖地檢署檢察官將其通話譯文高雄近場臺李俊賢督導幫忙航機提出申請變更跑道使用方向，被告荊元武不予准許，荊元武於審判中卻辯稱：高勤官對於跑道使用方向沒有權限決定是否變更，顯有矛盾。因為失事航機正、副駕駛均已死亡，無法為自己解釋、辯駁，故臺灣澎湖地方法院傳訊與失事航機同型之機師徐柏岳乃至為重要，檢察官因此聲請傳訊。
徐機師因轉換機種受訓暫時請假未到庭，原審既未改期傳喚使有證述機會，亦未傳喚告訴人使其有到庭陳述意見及說明之機會，卻就專業爭點逕採被告荊元武之辯詞，對死者及家屬均極不公平。
檢察官認為，依飛航管理程序（ATMP）第3-5-1節規定，原則應由機師決定跑道使用方向，除非有跑道破損等特殊事由，地面人員應同意機師之申請。乃原審誤解相關飛航法令，誤以為風速5浬以上應逆風起降，導致誤判。
檢方指出，被告荊元武於本件空難發生前，明知當時馬公機場天氣處於不穩定狀態，軍方氣象人員並已發佈危險天氣迄19:40時，無正當理由卻遲不同意在空航機變更02跑道降落，主觀上應認識民航機在危險天氣以非精確進場時，一旦跑道視程或能見度驟降，而非精確進場只有跑道邊燈，飛航組員於進場階段將因無法充分辨識跑道環境而增加看錯跑道風險。本件正副駕駛員於發生空難前，仍在尋找20跑道（燈光），而02跑道導引降落及跑道燈光設備比較齊全，被告荊元武之過失與本件空難有因果關係。
依飛航管理程序相關規定，塔臺有通報跑道視程予航空機之義務。被告李佳峯違反規定，未將20跑道之跑道視程（RVR）由19:00時之1,800公尺降至19: 01時之800公尺、再降低至19:02時之650公尺、19:03時之600公尺之資訊提供予事故飛航組員，導致復興GE222班機駕駛員因不知能見度業已轉變至低於該機場20跑道最低天氣標準，猶冒險駕駛該班機在低能見度之情況下降落，被告李佳峯之過失既製造不應容許之風險，其過失與GE222班機失事顯有因果關係，就本件事故亦應負業務過失致死責任。
事件進入澎湖地方法院，經判決諭知無罪。檢方不服決定提起上訴，上訴書內容部分:飛航器飛航安全調查委員會(飛安會)職責乃是在於飛行安全督促及預防，而非事後責任歸屬。飛安會對於重大飛安意外事故專業判斷及認定調查，旨在於避免意外事故再次發生並且負有預防之責，不以處分追究責任為主目的，而飛安會的對於過失的定義與判斷未必與司法機關的定義全然相同，法院仍尊重飛安會在其專業領域上的判斷及專業；但是仍應依循相關的法律實務上普遍大眾能接受的見解，而判斷法律上的被告的過失是否與該事件有無因果上的關係。
而臺灣高等法院在2018/8/7做出駁回檢察官的上訴，整案仍維持一審的原判決─塔台管制席，空軍駐馬公基地高勤官「無罪」。
澎湖地方法院的判決（判兩人無罪）指出：
該事件正副駕駛疏失才是導致班機失事主因（應遵守進場規範但因便宜行事導致飛機高度低於正常下降高度擦撞地障物，但二名機師因當場殉職罹難故以不起訴處理），當時吹著西南風且風速大、跑道又潮濕，若任由復航使用02跑道降落，反徒增降落風險，難認荊未同意改用02跑道降落有過失；也難認李未提供視程數值與飛航組員決定進場有何因果...

## 事件後續補救及建議
1. 最終調查報告中，調查員建議復興航空應徹底檢討公司安全管理系統以及飛行員的訓練計劃並督促飛行組員確實按照遵守飛行起降流程（所有的儀表檢查以及飛行員間的互相確認）
2. 要求民用航空局加強對於航空公司的監管（包含派飛執勤的飛行組員是否有無超時工作的問題？身心狀態是否可以勝任當天飛行任務？飛行間隔間組員是否得到充分休息？...等）
3. 建議國防部空軍司令部對於所駐地有提供民航機起降的航空站（氣象觀測站）研究是否有更可靠更即時可行的辦法，報告機場及時天氣狀態，避免其資料因有時間誤差導致航機及塔台管制員的誤判。

該建議於2016年1月發表時已經無法幫上復興航空做有效的改善；因為公司的營運策略不當導致財務上發生困難，時任復興航空的董事長林明昇於2016年底時召開記者會確定復興航空公司就此解散走入歷史；而其民航局及飛安會認為，從復興所給的『飛行安全改善計畫書』來看是有想要將其制度做一改革，但是因財務問題而解散讓此計畫永遠無法實施，令人不勝唏噓。

## 處理進度後續
2014年7月23日夜間，馬公機場宣佈因飛機失事，立即關場，所有預定降落馬公機場的班機皆重返原出發機場，或轉降落其他機場。總統府發言人馬瑋國表示，時任中華民國總統馬英九得知傷亡狀況，指示行政院立即成立「馬公空難中央災害應變中心」。
7月23日22時，復興航空總經理徐以聰召開記者會，向社會大眾道歉，出面說明已知的事件經過，宣佈復興航空公司已於台北、高雄、馬公成立緊急應變中心，航空公司駐澎湖人員已趕往醫院陪伴，並將專機接送旅客家屬到澎湖處理罹難者後事與探望傷者。
飛安會於第一時間立即組成先遣小組前往馬公機場，除集結民航局、復興航空公司外並依照國際調查慣例，召集飛機製造商與發動機製造國的法國航空事故調查處（BEA）、ATR（飛機製造公司）、加拿大運輸安全委員會（TSB）及普惠公司等單位代表來台，參與飛安事故調查。
7月24日中華民國國防部派出專機，將傷者送回臺灣本島醫院治療，清晨，中華民國國軍及行政院海岸巡防署官兵開始搜救與清理現場任務，撿拾罹難者散碎的遺體及遺物、證件，場面悲悽。6時20分，時任中華民國交通部部長葉匡時與交通部民用航空局局長沈啟，會同飛安調查委員會委員、檢察官、書記官、法醫、內政部警政署刑事警察局、新北市政府警察局、高雄市政府警察局鑑識中心警官等人員，抵達澎湖處理空難善後。同日，將已搜得之兩具飛航記錄器（俗稱黑盒子）送飛安會調查，以釐清墜機原因。預計28天內向國際民航組織提出初步報告，最快3個月內釐清事發內容，1年後提出空難調查完整報告。同日更改原時段航班編號為 GE2288 。
7月26日，飛機失事現場已經大致清理完畢，國軍派兵進駐消毒，澎湖縣政府派員前往現場清查受災戶損毀現況，復興航空也透過湖西鄉公所商討賠償問題，而西溪村受災戶則陸續回家清理物品。
復興航空澎湖空難週年前夕，馬公機場新增設ILS助導航儀降設備，將在6月25日啟用，民航局在馬公機場配置2套起降設備，符合國際機場標準，讓航機起降更加安全。
2015年6月2日，馬公航空站主任洪建男表示，馬公機場新增設ILS助導航儀降和進場燈等設備已完成，民航局在5月間進行飛行測試順利，將在6月25日啟用。

### 

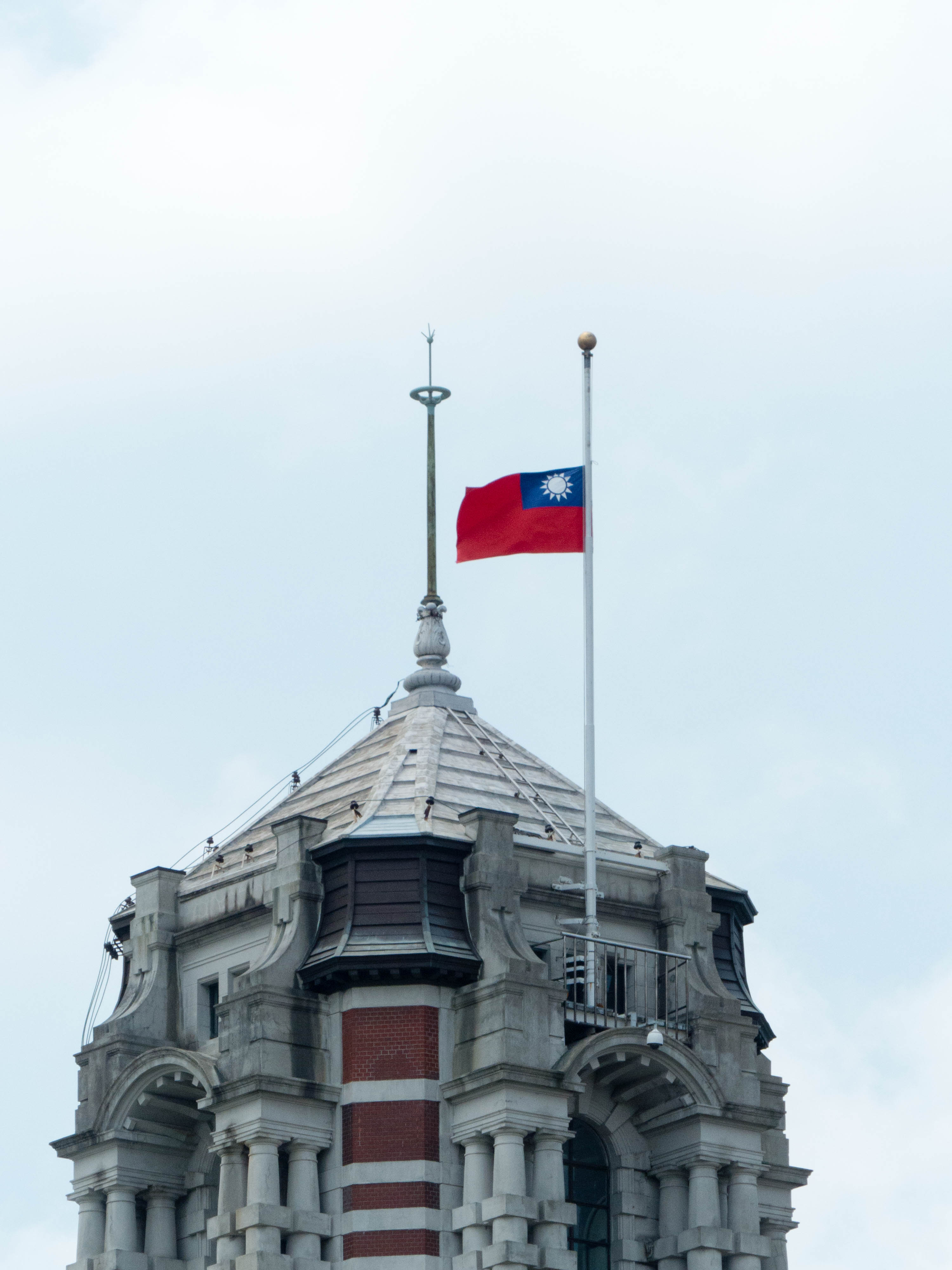
中華民國總統府降半旗，以悼國殤（2014年8月6日）。

## 各方反應

### 中華民國（臺灣）

#### 政壇
- 時任中華民國總統兼中國國民黨主席馬英九首先針對不幸事故進行默哀，並說：「這是台灣航空史上非常沉痛的一天，全台灣民眾同感哀傷。」[50]
- 時任臺北市市長郝龍斌表示：「希望全國所有朋友一起爲傷者復原、死者家屬安慰禱告。」[51]
- 時任新北市市長朱立倫表示：「澎湖空難，國人同悲，願逝者安息，傷者早日康復。」[52]
- 時任民主進步黨主席蔡英文表示：「對於發生這樣重大的憾事，感到震驚與哀悼，民進黨敦請政府務必全力做好後續的搜救工作，並全力協助乘客家屬。」[53]
- 時任高雄市市長陳菊表示：「全力協助家屬相關事宜。」[54]
- 時任臺南市市長賴清德表示：「有三位罹難者是臺南市民，對所有罹難者及家屬致上最深的哀悼及慰問，且將全力協助。」[55]
- 前行政院院長謝長廷表示：「為死者哀禱，也向其家屬致意。」[56]
- 前行政院院長蘇貞昌表示：「讓我們為往生者致哀，為傷者祈福，持續祈禱生機，也請家屬保重！」
- 當時臺北市市長參選人柯文哲表示：「原訂7月24日的記者會取消，我們對不幸罹難者及家屬深表哀悼，並祈願傷者早日康復。
- 當時臺北市市長參選人連勝文表示：「我們要向不幸往生者與家屬致上哀悼之意，也請大家一起為傷者祈福。」[57]
- 行政院宣布全國8月5日～7日，降半旗三天，以悼念復興航空222號班機空難、2014年臺灣高雄氣爆事故罹難者。

#### 民間
- 來自全台各地的27位遺體化妝師已趕抵澎湖，全力進行義務工作，幫助罹難者遺體縫補與化妝。不但不收費，包括食宿、機票全部自費。許多網友也採用佛像、絲帶或蠟燭等圖片，悼念這次空難的罹難者。
- 藝人張惠妹表示：「希望大家一起集氣，為機上乘客祈禱。」
- 藝人田馥甄表示：「祈禱復興航空墜機事件逝者安息，傷者早日平安康復。」
- 藝人任賢齊表示：「剛剛知道又發生了重大空難事故！地點還是我熟悉的地方！心情十分沉重！」
- 國際虛擬航空組織（IVAO）台灣區於同年7月24日晚上八點，邀請所有虛擬飛行員，從虛擬松山機場出發，至虛擬馬公上空高度約2500英呎處，環繞三圈，以飛機外型全放、機燈全開，向GE222致上最高的敬意。
- 中華民國模擬航管組織（VATROC）於同年7月26日晚上九點，邀請所有虛擬飛行員並派出三位虛擬管制員，從虛擬高雄國際機場出發，至虛擬馬公上空高度3000英呎，保持空速160，環繞三圈，再依序以VOR進場並於虛擬馬公機場20跑道落地，悼念在馬公不幸失事的48位組員與乘客，以及在台灣翱翔14年的B-22810 ATR72機。

### 法國
法國在台協會轉知，法國外交部已證實，在澎湖馬公機場墜毀的復興航空班機上有2名法國公民罹難，而表達哀悼之意。法國政府與罹難者家屬，將密切聯繫臺灣當局。同時因為該失事飛機是法籍公司所製造，因此法國方面也組織了調查人員前來分析事故原因。

### 中华人民共和国
中共中央总书记习近平在空难发生后，指示中共中央台湾工作办公室（国务院台办）和海峡两岸关系协会分别向行政院大陆委员会、中國國民黨中央委員會政策委員會大陸事務部和海峡交流基金会转达哀悼及慰问，中共中央台办和海协会皆表示，如台湾方面有任何需要，大陆方面愿全力提供协助。随后陆委会和海基会分别回函中共中央台办和海协会，感谢大陆方面对空难事故的哀悼与慰问，称目前暂无需任何协助。

#### 香港
香港特別行政區行政長官梁振英代表香港特區政府和市民向遇難者表示哀悼，並對家屬致以深切慰問。

#### 澳門
澳門特別行政區行政長官崔世安委託澳門經濟文化辦事處向陸委會轉達了崔世安和澳門市民對遇難者的深切哀悼，以及對遇難者親屬和傷者的誠摯慰問。

### 藏人行政中央
十四世達賴喇嘛為復興航空澎湖空難和高雄氣爆祈禱。

### 欧盟
歐盟發言人發表聲明，對發生在台灣離島澎湖的復興航空墜機事件罹難家屬的傷痛表達衷心慰問之意。

### 梵蒂冈
天主教教宗方濟各，指示國務卿帕羅林樞機致函天主教會臺灣地區主教團主席洪山川總主教，代為向復興航空馬公空難罹難者家屬致上哀悼之忱。

### 瑙鲁
瑙魯共和國的總統華卡（Baron Waqa）致函馬英九，代表諾魯政府及人民，向復興航空罹難者家屬表達誠摯的哀悼之意。

### 美国
美國在台協會台北辦事處處長馬啟思（Christopher J. Marut）發出聲明，表示美國與台灣人民共同追悼在此事故中喪生的罹難者。事發後，美國有線新聞（CNN）、福斯新聞、彭博新聞、華爾街日報、紐約時報及時代雜誌等多家美國主流媒體皆報導，華爾街日報以顯著版面報導，CNN以重大訊息插播報導，CNN第一時間報導有45人罹難，主播表示空難原因還不明，但是CNN氣象主播分析，失事地點受到颱風環流的影響，恐怕與風速有關。CNN氣象主播分析：「不管是什麼原因迫降，當時的氣候都是相當的惡劣，這點很重要的，因為當時還壟罩在颱風之內，這個地區的風速，達到每小時75公里。」

### 英国
英國貿易文化辦事處表示，向此次意外罹難者與受傷者家屬與親友們誠摯哀悼。也對於台灣當局針對急難救助的快速處理表示敬意。

### 德国
德國在台協會對所有罹難者家屬與受傷旅客，表達由衷慰問之意。

### 日本
日本駐台代表沼田幹男，致函馬英九、外交部長林永樂及亞東關係協會會長李嘉進表示慰問。

## 航空安全作為探討
因2014年、2015年復興航空235號班機空難等肇生，臺灣多家軍事雜誌專文探討，分別從飛行員、等方面，引據如何降低傷亡及如何參酌歐美應急救難體系（例如聯邦緊急事務管理署），建立專責指揮體系。
本次空難後由國家地理頻道製拍為「空中浩劫」電視影集系列「復興航空222號班機」，標題為「風雲變色」，並於2018年3月22日22:00（台灣時間）在台灣地區首播。

## 外部連結
- - 復興航空GE222 飛航事故 - 飛航安全調查委員會
  - 航空器飛航事故調查報告 中華民國103年7月23日 復興航空公司GE222班機 ATR72-212A型機 國籍標誌及登記號碼B-22810 於馬公機場20跑道進場時撞擊地障（繁體中文）]
- （页面存档备份，存于） 復興航空] （繁體中文）
  - "復興航空說明稿 （页面存档备份，存于）" （繁體中文）
  - "復興航空說明稿 2014.07.23( （页面存档备份，存于）) （繁體中文）
  - 復興航空說明稿( （页面存档备份，存于）)（繁體中文）
- ATR statement on TransAsia's flight GE222( （页面存档备份，存于）). - ATR Aircraft. Wednesday July 23, 2014.（英文）
- "Flight GE 222 on 23 JULY 2014 - ATR 72-212A (ATR 72-500)" ( （页面存档备份，存于）). 法國航空事故調查處 （英文）
- 失事班機的相片集 - airliners.net（英文）
- 自由時報專輯 （页面存档备份，存于）（繁體中文）
- 臺灣蘋果日報專輯 （页面存档备份，存于）（繁體中文）
- 蘋果日報專題 （页面存档备份，存于）（繁體中文）
- 新浪專題 （页面存档备份，存于）（简体中文）
- 網易專題 （页面存档备份，存于）（简体中文）

| 上一次： 復興航空791號班機 | 復興航空空難 2014年7月23日 | 下一次： 復興航空235號班機 |